# 179. vestlige længdekreds
Den 179. vestlige længdekreds (eller 179 grader vestlig længde) er en længdekreds, der ligger 179 grader vest for nulmeridianen. Den løber gennem Ishavet, Asien, Stillehavet, det Sydlige Ishav og Antarktis.